# Dionisi d'Heraclea (tirà)
Dionisi d'Heraclea (en grec antic: Διονύσιος, llatí: Dyonisius), fill de Clearc I, fou un tirà d'Heraclea del Pont.
Quan va morir el seu pare, el seu germà Sàtir va assolir la regència en nom els dos fills menors, Timoteu i Dionisi (353 aC). Ja vell, Sàtir va abdicar el poder (345 aC) a favor del seu nebot de més edat, Timoteu. Poc temps després, Timoteu, afectat per una malaltia incurable, va morir quan tenia 65 anys, després d'haver governat set anys (va morir entre el 338 aC i el 336 aC), i el va succeir Dionisi.
Dionisi va incrementar el seu poder; la victòria d'Alexandre el Gran sobre els perses li deixava el camí lliure a l'expansió a què el poder de Pèrsia s'hagués oposat. Els exiliats de la ciutat van enviar una ambaixada a Alexandre demanant el restabliment de la democràcia a Heraclea. Dionisi quasi va perdre el poder i l'hauria perdut del tot, si no hagués estat molt llest, mostrant el favor del seu poble i cercant el de la reina Cleòpatra de Macedònia, germana d'Alexandre. Així va poder conservar el poder, cedint algunes vegades a les peticions dels rivals, demorant les accions, o prenent mesures contra ells segons fos el cas.
Dionisi no devia estar tranquil perquè a la mort d'Alexandre va erigir una estàtua per celebrar la joia d'aquest fet. Els exiliats van demanar llavors ajut a Perdicas d'Orèstia, però Dionisi es va assegurar una bona posició en casar-se amb Amastris, la filla d'Oxatres, que era germà del rei Darios III de Pèrsia, la filla del qual, Estatira, s'havia casat amb Alexandre; per tant, Estatira i Amastris eren cosines germanes, i a més s'havien criat juntes i s'estimaven molt (quan Alexandre es va casar amb Estatira, va donar a Amastris en matrimoni a Cràter d'Orèstia, un dels seus generals i amics, però a la mort del conqueridor, Cràter es va casar amb Fila, la filla d'Antípatre, i Amastris, amb consentiment del seu exmarit, es va poder casar amb Dionisi). Dionisi es va aliar també a Antígon Monoftalm, a qui va ajudar en la seva guerra contra Asandre de Cària; la seva filla (d'un primer matrimoni) es va casar amb Ptolemeu, el nebot d'Antígon i comandant de les forces macedònies a l'Hel·lespont. L'assassinat de Perdicas va posar fi a les esperances dels exiliats. Dionisi va abandonar el títol de tirà i va adoptar el de rei (322 aC).
En endavant, lliure de tot perill, va viure a la seva cort una vida de continuada luxúria i va esdevenir gros i inflat de manera poc natural, perdent l'atenció en el govern de l'estat; quan s'adormia era difícil de despertar-lo i calia recórrer a punxar-lo amb dues agulles grans.
Dionisi tingué tres fills amb Amastris: dos fills Clearc II i Oxatres i una filla de nom també Amastris (coneguda com a Amastrina). Va morir a 55 anys, deixant el govern com a regent a la seva dona Amastris, junt amb un consell de fidels, car els dos fills eren massa joves. Havia governat aproximadament del 337 aC fins als voltants del 306 aC. Fou conegut com a Dionisi el Bo pel seu caràcter, i el poble va considerar una pèrdua la seva mort.